# Siegmund von Schacky
Siegmund Freiherr von Schacky auf Schönfeld (* 12. Oktober 1850 in Mallersdorf, Landkreis Mallersdorf; † 12. März 1913 in München, Königreich Bayern) war ein bayerischer Verwaltungsbeamter. 

## Leben
Seine Eltern waren Karl Franz Xaver, Freiherr von Schacky auf Schönfeld (* 29. März 1823; † 19. Oktober 1872), und Klementine Ernestine, geb. Freiin von Hertwich (* 28. Oktober 1832). 
Nach dem Abitur in Regensburg studierte er von 1869 bis 1874 Rechtswissenschaften an der Ludwig-Maximilians-Universität München. Anschließend wirkte er als Rechtspraktikant in München, Traunstein und Tölz. Seit 1870 war er Mitglied der Studentenverbindung Corps Isaria, wo er sich besonders mit dem Bayreuther Philipp Zorn anfreundete. 1878 schloss er das Studium mit der Juristischen Staatsprüfung ab. 1880 trat er im Bezirksamt Mallersdorf als Assessor in den bayerischen Staatsdienst. Weitere Stationen seiner Beamtenlaufbahn waren die Bezirksämter Dachau, Kötzting und Neuburg/Donau. 1892 wurde er zum Amtmann befördert und 1901 zum Regierungsrat. 1903 ernannte ihn Prinzregent Luitpold zum Vorstand des Königlichen Bezirksamtes München, 1905 verlieh er ihm den Verdienstorden von Hl. Michael (4. Klasse). Für seine Verdienste im Deutsch-Französischen Krieg 1870/1871 wurde ihm der Ludwigsorden verliehen. Wegen seiner Verdienste um die Eingemeindung der Landgemeinde Moosach in die Königliche Haupt- und Residenzstadt München wurde in Moosach 1913 die Siegmund-Schacky-Straße nach ihm benannt.
Siegmund von Schacky starb am 12. März 1913 in München. An der Trauerfeier im Münchner Waldfriedhof nahmen u. a. die Bürgermeister Wilhelm Ritter von Borscht und Philipp von Brunner teil. Danach wurde der Leichnam in der Familiengruft von Schloss Thierlstein beigesetzt.